# Maarten van Dulm
 (janvier 2022).
Si vous disposez d'ouvrages ou d'articles de référence ou si vous connaissez des sites web de qualité traitant du thème abordé ici, merci de compléter l'article en donnant les références utiles à sa vérifiabilité et en les liant à la section « Notes et références ».
Maarten Hendrick van Dulm, né le 4 août 1879 à Arnhem et mort le 25 avril 1949 à Wassenaar, est un escrimeur néerlandais spécialisé dans le sabre qui a participé aux Jeux olympiques de 1924 à Paris. Il y remporte le bronze durant l'épreuve par équipes. Il prendra part une seconde fois aux Jeux olympiques, cette fois devant son public, à Amsterdam en 1928. En parallèle, il mène une carrière importante dans la marine royale néerlandaise.

## Carrière militaire
Maarten van Dulm rejoint la marine royale néerlandaise en 1900, à 21 ans. Il est le rédacteur en chef du journal naval Marineblad de 1919 à 1922. En 1924, il devient commandant et atteint finalement le grade de vice-amiral. Il est également commandant en chef de la flotte néerlandaise des Indes orientales de 1934 à 1936.[réf. nécessaire]

## Distinctions
- Chevalier de l'ordre du Lion néerlandais[3]
- Commandeur de l'ordre d'Orange-Nassau[3]